# Syria (prowincja rzymska)

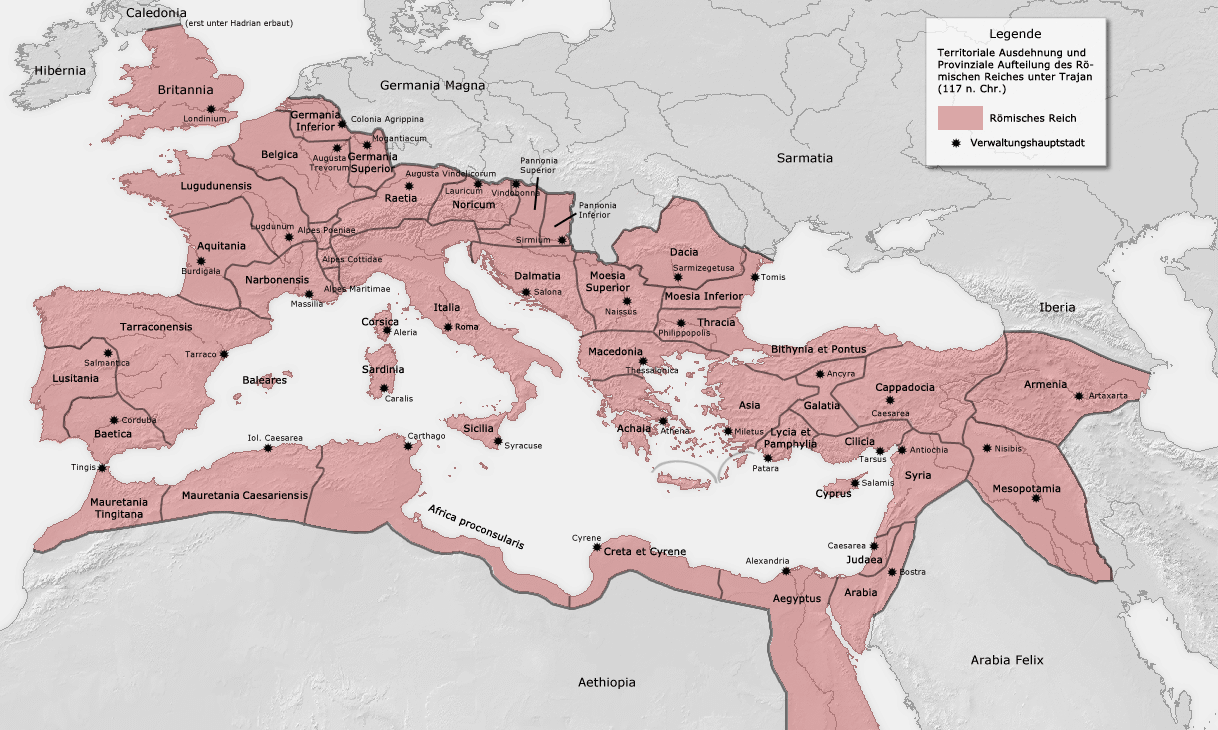
Rzymskie prowincje

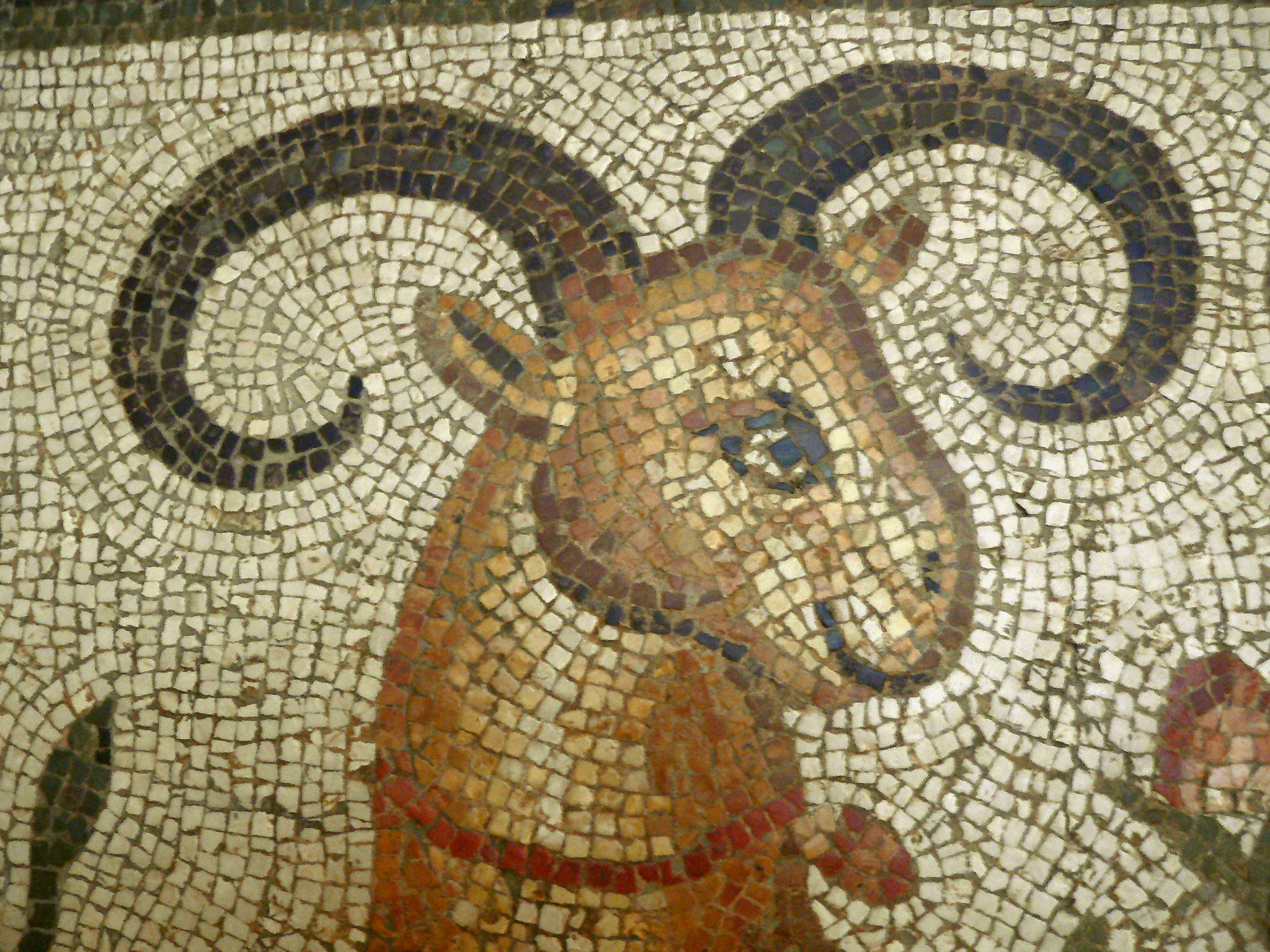
Rzymska mozaika z Antiochii, Musée du Louvre

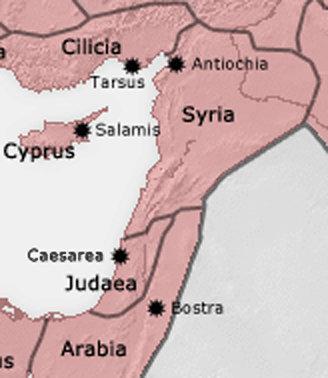
Prowincja Syria

Syria – była ważną prowincją rzymską, podbitą w roku 64 p.n.e. przez Pompejusza. Pozostała pod panowaniem rzymskim (bizantyjskim) do roku 637, kiedy została podbita przez Arabów.
W pierwszych wiekach n.e. Syria przeżywała rozkwit gospodarczy. Miała też duże znaczenie militarne – stanowiła bazę dla wypraw przeciwko Partom, a potem Persom. W I w. to wojska syryjskie umożliwiły Wespazjanowi zdobycie władzy. Syria była kluczowym strategicznie obszarem podczas kryzysu III wieku. Od IV-V w. wzrastał opór ludności syryjskiej przeciw hellenizacji, co znalazło wyraz w rozwoju piśmiennictwa w języku miejscowym i w opozycji do oficjalnego kościoła (monofizytyzm). W okresie bizantyjskim w VI i VII w. ulegała najazdom perskim. Pod panowanie arabskie dostała się w 637 r., gdy jej stolica - Antiochia została zdobyta przez armię kalifa Umara - drugiego spośród tzw. kalifów prawowiernych.
W okresie rzymskim była podzielona na 10 okręgów: Commagene, Cyrrhestice, Pieria, Seleucis, Chalcidice, Chalybonitis, Palmyrene, Apamene, Cassiotis, Laodicene. W 193 została podzielona na Syria Coele i Syria Phoenice. Konstantyn Wielki wydzielił 2 północne okręgi: Commagene i Cyrrhestice w oddzielną prowincję Euphratensis. Teodozjusz I pozostałą część Syrii podzielił na 2 prowincje: Syria Prima, ze stolicą w Antiochii i Syria Secunda, ze stolicą w Apamei. Syria Secunda była podzielona na Phoenicia Prima (ze stolicą w Tyrze) i Phoenicia Secunda (ze stolicą w Damaszku).

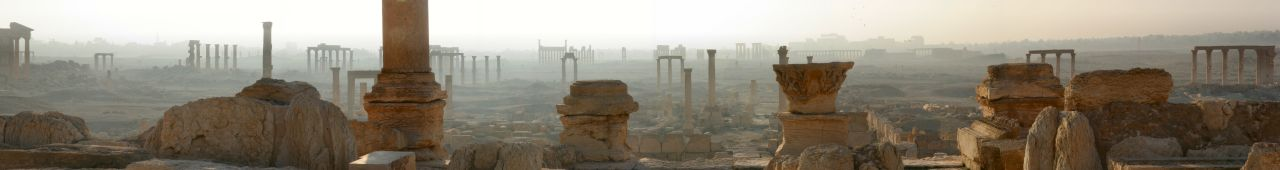
Panorama Palmyry wczesnym rankiem

| Data               | Namiestnik                            |
| ------------------ | ------------------------------------- |
| 63-61 p.n.e.       | Marek Emiliusz Skaurus                |
| 61-60 p.n.e.       | Lucius Marcius Philippus              |
| 59-58 p.n.e.       | Gnaeus Cornelius Lentulus Marcellinus |
| 57-55 p.n.e.       | Aulus Gabiniusz                       |
| 54-53 p.n.e.       | Marek Licyniusz Krassus               |
| 53-51 p.n.e.       | Gajusz Kasjusz Longinus               |
| 51-50 p.n.e.       | Marcus Calpurnius Bibulus             |
| 50/49 p.n.e.       | Veiento                               |
| 49-48 p.n.e.       | Scypion Metellus                      |
| 47-46 p.n.e.       | Sextus Iulius Caesar                  |
| 46-44 p.n.e.       | Caecilius Bassus                      |
| 45 p.n.e.          | Antistius Vetus                       |
| 44 p.n.e.          | Lucius Statius Murcus                 |
| 44-42 p.n.e.       | Gajusz Kasjusz Longinus               |
| 41-40 p.n.e.       | Lucius Decidius Saxa                  |
| 40-39 p.n.e.       | okupacja przez Partów                 |
| 39-38 p.n.e.       | Publius Ventidius Bassus              |
| 38-35 p.n.e.       | Gajusz Sosjusz                        |
| 35 p.n.e.          | Lucjusz Munacjusz Plankus             |
| 34/33-33/32 p.n.e. | Lucius Calpurnius Bibulus             |
| 30 p.n.e.          | Quintus Didius                        |
| 29 p.n.e.          | Marek Waleriusz Messala Korwinus      |
| 28-25 p.n.e.       | Cyceron Młodszy                       |
| 25-23 p.n.e.       | Terencjusz Warron                     |
| 23-12 p.n.e.       | Marek Wipsaniusz Agrypa               |
| 13/12-10/9 p.n.e.  | Marek Titius                          |
| 10/9-7/6 p.n.e.    | Gajusz Sencjusz Saturninus            |
| 7/6-4 p.n.e.       | Publiusz Kwinktyliusz Warus           |
| 4-1 p.n.e.         | brak danych                           |
| 1 p.n.e.-4 n.e.    | Gajusz Juliusz Cezar Wipsanian        |
| 4-5                | Lucjusz Woluzjusz Saturninus          |
| 6-9                | Publiusz Sulpicjusz Kwiryniusz        |
| 12-17              | Kwintus Cecyliusz Metellus Silan      |
| 17-19              | Gnejusz Kalpurniusz Pizon             |
| 19-21              | Gnejusz Sencjusz Saturninus           |
| 22-32              | Lucjusz Eliusz Lamia                  |
| 32-35              | Pomponiusz Flakkus                    |
| 35-39              | Lucjusz Witeliusz                     |
| 39-41/42           | Publiusz Petroniusz                   |
| 41/42-44/45        | Gnaeus Vibius Marcus                  |
| 45-49              | Gajusz Kasjusz Longinus               |
| 50-60              | Gaius Ummidius Quadratus              |
| 60-63              | Gnejusz Domicjusz Korbulon            |
| 63-67              | Cestius Gallus                        |
| 67-69              | Gaius Licinius Mucianus               |
| 70-72              | Lucius Iunius Caesennius Paetus       |
| 73-78              | Marcus Ulpius Traianus                |